# Никольское (Ставропольский край)
Нико́льское — село в Степновском районе (муниципальном округе) Ставропольского края России.
До 16 марта 2020 года входило в состав муниципального образования «Сельское поселение Варениковский сельсовет».

## Варианты названия
- Ольгино[4],
- Никольск[5].

## География
Расстояние до краевого центра: 194 км.
Расстояние до районного центра: 30 км.

## История
Село основано в 1884 году.

## Население
| 1925 | 1926  | 1989 | 2002 | 2010 | 2014 |
| ---- | ----- | ---- | ---- | ---- | ---- |
| 1086 | ↗1227 | ↘420 | ↘383 | ↗416 | ↘400 |

По данным переписи 2002 года, 66 % населения — русские.

## Инфраструктура
- 30 декабря 2010 года в селе открыт газовый узел. Началась газификация домовладений.

## Кладбище
В границах села расположено общественное открытое кладбище.